# Permanentes Völkertribunal
Das permanente Völkertribunal ist eine von staatlichen Instanzen unabhängige, international tätige Institution, die Sachverhalte untersucht, bei denen es um Menschenrechtsverletzungen oder Verletzungen der Rechte von Völkern geht. Es gibt keinen festen Ort der Sitzungen.

## Geschichte
Das Tribunal wurde 1979 in Anlehnung an die Russell-Tribunale, die benannt nach und mitbegründet von Bertrand Russell Menschenrechtsverletzungen im Vietnamkrieg untersuchten,  gegründet. Lelio Basso nahm an diesen Tribunalen teil und arbeitete auf dieses permanentes Völkertribunal hin, dessen Gründung er nicht mehr erlebte.

## Liste der Sitzungen
1. West-Sahara (Brüssel, 1979)
2. Argentinien (Genf, 1980)
3. Eritrea (Mailand, 1980)
4. Filippine e Popolo Bangsa Moro (Antwerpen, 1980)
5. El Salvador (Mexiko-Stadt, 1981)
6. Afghanistan I (Stockholm, 1981)
7. Afghanistan II (Paris, 1982)
8. Osttimor (Lissabon, 1981)
9. Zaire (Rotterdam, 1982)
10. Guatemala (Madrid, 1983)
11. Genocidio degli Armeni (Paris, 1984)
12. Gli interventi degli Stati Uniti in Nicaragua (Brüssel, 1984)
13. Politik des Internationalen Währungsfonds und der Weltbank I (Berlin, 1988)
14. Politik des Internationalen Währungsfonds und der Weltbank II (Madrid, 1994)
15. Puerto-Rico (Barcelona, 1989)
16. Amazzonia Brasiliana (Paris, 1990)
17. Straflosigkeit bei Verbrechen gegen die Menschlichkeit in Lateinamerika (Bogotá, 1991)
18. Die Eroberung Amerikas und das internationale Recht (Padua, Venedig, 1992)
19. Tibet (Straßburg, 1992)
20. Industrielle Gefahren und Menschenrechte – "Bhopal" I (Bhopal)
21. Industrielle Gefahren und Menschenrechte – "Bhopal" II (London, 1994)
22. Asylrecht in Europa (Berlin, 1995)
23. Verbrechen gegen die Menschheit in Ex – Jugoslawien I (Bern, 1995)
24. Verbrechen gegen die Menschheit in Ex – Jugoslawien II (Barcelona, 1995)
25. Verletzung der grundlegenden Rechte der Kinder (Trient-Macerata-Neapel, 1995)
26. Tschernobyl: Auswirkungen auf Umwelt, Gesundheit und Menschenrechte (Wien, 1996)
27. Rechtsverletzungen der Arbeiter in der Textilindustrie (Brüssel, 1998)
28. Verletzung der grundlegenden Rechte der Kinder in Brasilien (São Paulo (Brasilien), 1999)
29. Elf-Aquitaine in Afrika (Paris, 1999)
30. Multinationale Korporationen und Menschenrechte (Warwick, 2000)
31. Il Diritto internazionale e le nuove guerre (Rom, 2002)
32. Violazione dei diritti umani in Algeria (1992–2004) (Paris, 5.–8. November 2004)
33. Genozid an den Indigenen und Verletzungen multinationaler Unternehmen an den Rechten der Völker in Kolumbien (Bogotá, April 2006)
34. Neoliberale Politik und Europäische transnationale Konzerne in Lateinamerika (Wien, Mai 2006)
35. Zweite Sitzung zu den Philippinen – Indicting the U.S. Backed Arroyo Regime and its accomplices for Human Rights Violations, Economic Plunder and Transgression of the Filipino People’s Sovereignty – (Den Haag(Niederlande), 21.–25. März 2007)
36. Sri Lanka – (14.–16. Januar 2010)
37. Strukturelle Menschenrechtsverletzungen in sieben Bereichen in Mexiko, 2012